# 따옴표

따옴표는 대화나 인용하는 글이나 말, 또는 강조하는 말이나 글의 앞뒤에 쓰는 문장 부호이다. 인용 부호 또는 인용부라고도 한다.
세계에서 통용하는 따옴표의 종류는 큰따옴표(“ ”)와 작은따옴표(‘ ’)이다. 대한민국에서는 겹화살괄호(《》)와 홑화살괄호도 따옴표로 사용가능하다. 주로 세로 쓰기나 보수적 글 쓰기에서 겹낫표(『 』)와 낫표(「 」)도 따옴표에 속한다 한다. 겹낫표와 낫표에 관하여는 괄호 문서를 참고하라.

## 역사
작은 따옴표를 사용한 일은 고대 그리스로 거슬러 올라가며 수도승의 사본 담당자에게 채택되었다. 7세기 백과사전에서 세비야의 이시도르는 그리스어 diplé(꺽쇠 괄호)를 사용한 일을 기술하였다.
큰 따옴표는 꼭 인용을 목적으로 한 것은 아니지만 특정한 중요성을 전달하기 위해 7세기 사본에 사용되었다. 이 표기는 문서 여백의 바깥에 위치했으며 각 줄마다 반복되었다.

## 언어별 쓰임새

### 한국어
대한민국에서는 큰따옴표와 작은따옴표가 주로 사용된다. 2014년 12월 5일에 개정된 국립국어원의 <한글 맞춤법> 부록편 (문장 부호에 관한 것)에서는 큰따옴표와 작은따옴표의 쓰임새를 정해놓고 있다. 큰따옴표의 경우 글 가운데에서 직접 대화를 표시할 때, 말이나 글을 직접 인용할 때 사용하며, 작은따옴표의 경우 인용한 말 안에 있는 인용한 말을 나타낼 때, 마음속으로 한 말을 적을 때 쓴다고 규정했다.
조선민주주의인민공화국에서는 대한민국과는 달리 인용 부호로 큰따옴표(“”)가 아닌 겹화살괄호(《》)를, 작은따옴표(‘’)가 아닌 홑화살괄호(〈〉)만을 사용하며, 대한민국에서 세로쓰기에 사용되는 겹낫표(『』)나 낫표(「」)와 가운데점(·) 등은 사용하지 않는다.
인용 방법은 학문 분야나 학술지에 따라 차이가 있을 수 있지만, 원칙적으로 다른 저자의 논문에서 직접 인용할 때는 반드시 이중 인용부호(큰 따옴표 ” “)를 사용하고 출처를 밝혀야 한다.* 새로 나온 용어를 표기할 때는 처음에만 이중 인용부호를 사용하고 그 이후에는 사용하지 않는다. 대표적으로 현대언어학회(Modern Language Association)에서 제안하는 MLA 스타일과 미국심리학회(American Psychological Association)에서 제안하는 APA 스타일 등이 있다.

### 영어
영어에서 따옴표는 단어나 구 주변에 쌍으로 배치되며 다음을 가리키기 위해 사용된다:
- 인용 또는 직접 화법: Carol said "Go ahead" when I asked her if the launcher was ready.
- 장이나 에피소드 등 다른 작품에서의 언급: "Encounter at Farpoint" was the pilot episode of Star Trek: The Next Generation.
- 주의 환기용 인용부호(Scare quotes): 반어를 표현하기 위해 사용: The "fresh" bread was all dried up.

## 유니코드
| 유니코드의 인용 부호 (문자 속성 "Quotation_Mark"=Yes) | 유니코드의 인용 부호 (문자 속성 "Quotation_Mark"=Yes) | 유니코드의 인용 부호 (문자 속성 "Quotation_Mark"=Yes)        | 유니코드의 인용 부호 (문자 속성 "Quotation_Mark"=Yes) |
| 문자                                                  | 코드                                                  | 유니코드 이름                                                | HTML                                                  |
| ----------------------------------------------------- | ----------------------------------------------------- | ------------------------------------------------------------ | ----------------------------------------------------- |
| "                                                     | U+0022                                                | quotation mark                                               | &quot;                                                |
| '                                                     | U+0027                                                | apostrophe                                                   | &apos;                                                |
| «                                                     | U+00AB                                                | left-pointing double angle quotation mark                    | &laquo;                                               |
| »                                                     | U+00BB                                                | right-pointing double angle quotation mark                   | &raquo;                                               |
| ‘                                                     | U+2018                                                | left single quotation mark                                   | &lsquo;                                               |
| ’                                                     | U+2019                                                | right single quotation mark                                  | &rsquo;                                               |
| ‚                                                     | U+201A                                                | single low-9 quotation mark                                  | &sbquo;                                               |
| ‛                                                     | U+201B                                                | single high-reversed-9 quotation mark                        | &#8219;                                               |
| “                                                     | U+201C                                                | left double quotation mark                                   | &ldquo;                                               |
| ”                                                     | U+201D                                                | right double quotation mark                                  | &rdquo;                                               |
| „                                                     | U+201E                                                | double low-9 quotation mark                                  | &bdquo;                                               |
| ‟                                                     | U+201F                                                | double high-reversed-9 quotation mark                        | &#8223;                                               |
| ‹                                                     | U+2039                                                | single left-pointing angle quotation mark                    | &lsaquo;                                              |
| ›                                                     | U+203A                                                | single right-pointing angle quotation mark                   | &rsaquo;                                              |
| ⹂                                                     | U+2E42                                                | double low-reversed-9 quotation mark                         | &#11842;                                              |
| 딩뱃의 인용 부호                                      |                                                       |                                                              |                                                       |
| ❛                                                     | U+275B                                                | heavy single turned comma quotation mark ornament            | &#10075;                                              |
| ❜                                                     | U+275C                                                | heavy single comma quotation mark ornament                   | &#10076;                                              |
| ❝                                                     | U+275D                                                | heavy double turned comma quotation mark ornament            | &#10077;                                              |
| ❞                                                     | U+275E                                                | heavy double comma quotation mark ornament                   | &#10078;                                              |
| 🙶                                                     | U+1F676                                               | sans-serif heavy double turned comma quotation mark ornament | &#128630;                                             |
| 🙷                                                     | U+1F677                                               | sans-serif heavy double comma quotation mark ornament        | &#128631;                                             |
| 🙸                                                     | U+1F678                                               | sans-serif heavy low double comma quotation mark ornament    | &#128632;                                             |
| 점자 패턴의 인용 부호                                 |                                                       |                                                              |                                                       |
| ⠴                                                     | U+2826                                                | braille pattern dots-236                                     | &#10292;                                              |
| ⠦                                                     | U+2834                                                | braille pattern dots-356                                     | &#10278;                                              |
| 한중일(CJK)의 인용 부호                               |                                                       |                                                              |                                                       |
| 「                                                    | U+300C                                                | left corner bracket                                          | &#12300;                                              |
| 」                                                    | U+300D                                                | right corner bracket                                         | &#12301;                                              |
| 『                                                    | U+300E                                                | left white corner bracket                                    | &#12302;                                              |
| 』                                                    | U+300F                                                | right white corner bracket                                   | &#12303;                                              |
| 〝                                                    | U+301D                                                | reversed double prime quotation mark                         | &#12317;                                              |
| 〞                                                    | U+301E                                                | double prime quotation mark                                  | &#12318;                                              |
| 〟                                                    | U+301F                                                | low double prime quotation mark                              | &#12319;                                              |
| 기타 인코딩                                           |                                                       |                                                              |                                                       |
| ﹁                                                    | U+FE41                                                | presentation form for vertical left corner bracket           | &#65089;                                              |
| ﹂                                                    | U+FE42                                                | presentation form for vertical right corner bracket          | &#65090;                                              |
| ﹃                                                    | U+FE43                                                | presentation form for vertical left white corner bracket     | &#65091;                                              |
| ﹄                                                    | U+FE44                                                | presentation form for vertical right white corner bracket    | &#65092;                                              |
| ＂                                                    | U+FF02                                                | fullwidth quotation mark                                     | &#65282;                                              |
| ＇                                                    | U+FF07                                                | fullwidth apostrophe                                         | &#65287;                                              |
| ｢                                                     | U+FF62                                                | halfwidth left corner bracket                                | &#65378;                                              |
| ｣                                                     | U+FF63                                                | halfwidth right corner bracket                               | &#65379;                                              |

## 같이 보기
- 괄호